# Shtender
 (août 2022).
Un shtender (en Yiddish: שטענדער), une expression d'origine allemande signifiant debout ou droit, est un lutrin utilisé pour la prière dans les synagogues et dans les yechivot,,,,,,.